# Eisenbahnunfall von Marşandiz
Bei dem Eisenbahnunfall von Marşandiz stießen am Morgen des 13. Dezember 2018 in der türkischen Hauptstadt Ankara im Bereich der S-Bahn-Station Marşandiz ein Hochgeschwindigkeitszug des Typs HT80000 und eine einzeln fahrende Lokomotive frontal zusammen. Neun Menschen starben.

## Ausgangslage
Beide in den Unfall verwickelten Fahrzeuge und die Eisenbahninfrastruktur gehören der Türkischen Staatsbahn, Türkiye Cumhuriyeti Devlet Demiryolları (TCDD).

### Infrastruktur
Unfallort war die im Westen von Ankara gelegene S-Bahn-Station Marşandiz. Sie wurde Anfang 2018 eröffnet. Hier verlaufen je zwei Gleise für den Fernverkehr und die S-Bahn parallel. Während die S-Bahn-Gleise an der Kante eines Mittelbahnsteigs entlangführen, handelt es sich bei den Fernbahngleisen um Streckengleise. Hier waren vier Tage vor dem Unfall neue Weichen eingebaut worden. Das Empfangsgebäude der S-Bahn-Station ist ein Inselbahnhof, von dem aus Fußgängerbrücken nach beiden Seiten die Fahrbahn überspannen.
Um die neue S-Bahn-Strecke Anfang 2018 eröffnen zu können, geschah dies, ohne dass die Sicherungs- und Signalanlagen funktionsfähig waren. Dies betraf auch die parallele Fernbahnstrecke.

### Fahrzeuge
Der Hochgeschwindigkeitszug HT80000, auf der Velaro-Plattform des Herstellers Siemens mit der Betriebsnummer HT80101, war auf der Hochgeschwindigkeitsstrecke Ankara–Konya von Ankara YHT Garı nach Konya auf Gleis H 1 unterwegs. Im Bereich der Unfallstelle soll die Geschwindigkeit 80 bis 90 km/h betragen haben. Im Zug reisten 231 Fahrgäste.
In der Gegenrichtung befuhr die Elektrolokomotive E 68041 einzeln fahrend als Lokzug ebenfalls das Gleis H 1. Das Personal der Lokomotive hatte die Anweisung erhalten, die Geschwindigkeit zu reduzieren.

## Unfallhergang
Für die Zugkreuzung wies ein Fahrdienstleiter einen Weichenwärter an, den Hochgeschwindigkeitszug auf Gleis H 2 zu leiten. Der Weichenwärter hatte für die Bedienung der neuen Weichen aber noch keine Einweisung erhalten, tat offensichtlich nichts und bestätigte dem Fahrdienstleiter auch nicht, die Weiche entsprechend gestellt zu haben, eine Meldung, die erforderlich gewesen wäre. Der Fahrdienstleiter verhielt sich aber so, als sei die Meldung erfolgt.
Die beiden Züge kollidierten gegen 6:36 Uhr frontal. Die ersten beiden Wagen des Velaro entgleisten, kletterten auf die entgegen kommende Lokomotive auf und zerstörten dabei auch eine der Fußgängerbrücken, die vom Empfangsgebäude aus die Gleise überspannen. Die Lokomotive wurde durch die Wucht des Aufpralls zurückgeschleudert.

## Folgen
Drei Eisenbahner und sechs Fahrgäste starben. 86 Reisende wurden darüber hinaus verletzt, 34 von ihnen schwer.
Mehr als 40 Rettungswagen und 20 Feuerwehrfahrzeuge beteiligten sich an den Rettungsarbeiten. Gegen 16 Uhr trafen die für die Bergung der Fahrzeuge erforderlichen Kräne ein. Die Aufräum- und Wiederherstellungsarbeiten dauerten drei Tage. Am 16. Dezember 2018 wurde der Verkehr wieder aufgenommen.
Die Staatsanwaltschaft Ankara ermittelt. Mehrere Fahrdienstleiter wurden wegen des Verdachts, fahrlässig gehandelt zu haben, festgenommen.